# Juan Marén Delís
Juan Luis Marén Delís (Santiago de Cuba, Cuba 1971) és un lluitador cubà, ja retirat, guanyador de tres medalles olímpiques.

## Biografia
Va néixer el 20 d'agost de 1971 a la ciutat de Santiago de Cuba.

## Carrera esportiva
Va participar, als 21 anys, en els Jocs Olímpics d'Estiu de 1992 celebrats a Barcelona (Catalunya), on va aconseguir guanyar la medalla de bronze en la prova de pes ploma (-62 kg.) en la modalitat de lluita grecoromana. En els Jocs Olímpics d'Estiu de 1996 realitzats a Atlanta (Estats Units) aconseguí guanyar la medalla de plata, un metall que repetí en els Jocs Olímpics d'Estiu de 2000 realitzats a Sydney (Austràlia). En els Jocs Olímpics d'Estiu de 2004 realitzats a Atenes (Grècia) finalitzà en tretzena posició en aquesta mateixa categoria.
Al llarg de la seva carrera ha aconseguit dues medalles de bronze en el Campionat del Món de lluita i cinc medalles en els Jocs Panamericans.